# Nasrullaganj
Nasrullaganj es una localidad de la India en el distrito de Sehore, estado de Madhya Pradesh.

## Geografía
Se encuentra a una altitud de 295 m s. n. m. a 92 km de la capital estatal, Bhopal, en la zona horaria UTC +5:30.

## Demografía
Según estimación 2010 contaba con una población de 19 435 habitantes.